# Pygmarrhopalites
Genre
Pygmarrhopalites est un genre de collemboles de la famille des Arrhopalitidae.

## Liste des espèces
Selon Checklist of the Collembola of the World (version du 11 août 2019) :
- Pygmarrhopalites aggtelekiensis (Stach, 1930)
- Pygmarrhopalites alticolus (Yosii, 1970)
- Pygmarrhopalites altus (Christiansen, 1966)
- Pygmarrhopalites amarus (Christiansen, 1966)
- Pygmarrhopalites arcus (Zeppelini & Christiansen, 2003)
- Pygmarrhopalites ashcraftensis Zeppelini, Taylor & Slay, 2009)
- Pygmarrhopalites ater (Christiansen & Bellinger, 1998)
- Pygmarrhopalites bellingeri (Christiansen, 1966)
- Pygmarrhopalites benitus (Folsom, 1896)
- Pygmarrhopalites bifidus (Stach, 1945)
- Pygmarrhopalites bimus (Christiansen, 1966)
- Pygmarrhopalites boneti (Stach, 1945)
- Pygmarrhopalites buekkensis (Loksa, 1969)
- Pygmarrhopalites buffaloensis Zeppelini, Taylor & Slay, 2009
- Pygmarrhopalites caedus (Christiansen & Bellinger, 1996)
- Pygmarrhopalites cantavetulae Jordana, Fadrique & Baquero, 2012)
- Pygmarrhopalites canzianus (Stach, 1945)
- Pygmarrhopalites carolynae (Christiansen & Bellinger, 1996)
- Pygmarrhopalites carpathicus (Vargovich, 1999)
- Pygmarrhopalites changbaishanensis (Wu & Zhong, 1997)
- Pygmarrhopalites chiangdaoensis (Nayrolles, 1990)
- Pygmarrhopalites chopardi (Cassagnau & Delamare Deboutteville, 1955)
- Pygmarrhopalites clarus (Christiansen, 1966)
- Pygmarrhopalites cochlearifer (Gisin, 1947)
- Pygmarrhopalites commorus (Christiansen & Bellinger, 1996)
- Pygmarrhopalites crepidinis Jordana & Baquero, 2017
- Pygmarrhopalites dbari Vargovitsh, 2017
- Pygmarrhopalites delamarei (Nosek & Paoletti, 1984)
- Pygmarrhopalites dubius (Christiansen, 1966)
- Pygmarrhopalites dudichi (Loksa & Rubio, 1966)
- Pygmarrhopalites elegans (Cassagnau & Delamare Deboutteville, 1953)
- Pygmarrhopalites fransjanssensi Soto-Adames & Taylor, 2013
- Pygmarrhopalites furcatus (Stach, 1945)
- Pygmarrhopalites giovannensis (Cassagnau & Delamare Deboutteville, 1953)
- Pygmarrhopalites gisini (Nosek, 1960)
- Pygmarrhopalites habei (Yosii, 1956)
- Pygmarrhopalites hedrosensis (Selga, 1963)
- Pygmarrhopalites hirtus (Christiansen, 1966)
- Pygmarrhopalites hubbardi (Zeppelini & Christiansen, 2003)
- Pygmarrhopalites hungaricus (Loksa, 1967)
- Pygmarrhopalites incantator Soto-Adames & Taylor, 2013
- Pygmarrhopalites infrasecundarius (Loksa & Rubio, 1966)
- Pygmarrhopalites intermedius (Loksa, 1969)
- Pygmarrhopalites japonicus (Yosii, 1956)
- Pygmarrhopalites jay (Christiansen & Bellinger, 1996)
- Pygmarrhopalites jeanneli (Cassagnau & Delamare Deboutteville, 1955)
- Pygmarrhopalites kaprusi Vargovitsh, 2009
- Pygmarrhopalites kolymensis (Tshelnokov, 1990)
- Pygmarrhopalites kovali Vargovitsh, 2017
- Pygmarrhopalites kristiani (Vargovich, 2005)
- Pygmarrhopalites lacuna (Christiansen & Bellinger, 1996)
- Pygmarrhopalites leonardwoodensis Zeppelini, Taylor & Slay, 2009
- Pygmarrhopalites lewisi (Christiansen & Bellinger, 1998)
- Pygmarrhopalites longicornis (Cassagnau & Delamare Deboutteville, 1953)
- Pygmarrhopalites madonnensis (Zeppelini & Christiansen, 2003)
- Pygmarrhopalites maestrazgoensis Jordana, Fadrique & Baquero, 2012
- Pygmarrhopalites marshalli (Christiansen & Bellinger, 1996)
- Pygmarrhopalites mauli (Delamare Deboutteville & Bassot, 1957)
- Pygmarrhopalites miravetensis (Baquero, Herrando-Pérez & Jordana, 2005)
- Pygmarrhopalites nanjingensis (Lin & Chen, 1997)
- Pygmarrhopalites nigripes (Park & Kang, 2007)
- Pygmarrhopalites obtusus (Zeppelini & Christiansen, 2003)
- Pygmarrhopalites octacanthus (Yosii, 1970)
- Pygmarrhopalites ornatus (Stach, 1945)
- Pygmarrhopalites pavo (Christiansen & Bellinger, 1996)
- Pygmarrhopalites perezi Arbea, 2013
- Pygmarrhopalites plectrifer (Hüther, 1963)
- Pygmarrhopalites plethorasari Zeppelini, Taylor & Slay, 2009
- Pygmarrhopalites postumicoides (Cassagnau & Delamare Deboutteville, 1953)
- Pygmarrhopalites postumicus (Stach, 1945)
- Pygmarrhopalites principalis (Stach, 1945)
- Pygmarrhopalites pseudoappendices (Rusek, 1967)
- Pygmarrhopalites pseudoprincipalis Vargovitsh, 2009
- Pygmarrhopalites pygmaeus (Wankel, 1860)
- Pygmarrhopalites ruseki (Nosek, 1975)
- Pygmarrhopalites sacer (Christiansen & Bellinger, 1996)
- Pygmarrhopalites salemensis Soto-Adames & Taylor, 2013
- Pygmarrhopalites sapo (Zeppelini & Christiansen, 2003)
- Pygmarrhopalites secundarius (Gisin, 1958)
- Pygmarrhopalites sericus (Gisin, 1947)
- Pygmarrhopalites sextus (Zeppelini & Christiansen, 2003)
- Pygmarrhopalites shoshoneiensis Zeppelini, Taylor & Slay, 2009
- Pygmarrhopalites silvus (Christiansen & Bellinger, 1996)
- Pygmarrhopalites slovacicus (Nosek, 1975)
- Pygmarrhopalites spinosus (Rusek, 1967)
- Pygmarrhopalites styriacus (Nosek & Neuherz, 1976)
- Pygmarrhopalites subbifidus (Travé, Gadea & Delamare Deboutteville, 1954)
- Pygmarrhopalites subboneti (Cassagnau & Delamare Deboutteville, 1953)
- Pygmarrhopalites tauricus Vargovitsh, 2009
- Pygmarrhopalites terricola (Gisin, 1958)
- Pygmarrhopalites texensis (Christiansen & Bellinger, 1996)
- Pygmarrhopalites thermophilus (Loksa, 1964)
- Pygmarrhopalites troglophilus (Palissa, 2000)
- Pygmarrhopalites uenoi (Yosii, 1956)
- Pygmarrhopalites whitesidei (Jacot, 1938)
- Pygmarrhopalites yosiii (Zeppelini, 2004)
- Pygmarrhopalites youngsteadtorum Zeppelini, Taylor & Slay, 2009
- Pygmarrhopalites zlotensis Curcic & Lucic, 1997

## Publication originale
- Vargovitsh, 2009 : New cave Arrhopalitidae (Collembola: Symphypleona) from the Crimea (Ukraine). Zootaxa, no 2047, p. 1-47.